# Huifa He
Huifa He är ett vattendrag i Kina. Det ligger i den östra delen av landet, 900 km öster om huvudstaden Peking. Huifa He ligger vid sjöarna  Songhua Hu och Songhua Hu.